# ژائو لیهونگ
ژائو لیهونگ (انگلیسی: Zhao Lihong؛ زادهٔ ۴ دسامبر ۱۹۷۲) بازیکن فوتبال زن اهل چین بود.